# Sh2-104
Sh2-104 est une nébuleuse en émission visible dans la constellation du Cygne.
Elle est située dans la partie centre-sud de la constellation, à environ 4° sud-sud-ouest de l'étoile Sadr (γ Cygni). Le meilleur moment pour son observation dans le ciel du soir se situe entre les mois de juin et novembre et il est facilité par les régions situées dans l'hémisphère nord terrestre.
Il s'agit d'une région H II à peu près circulaire avec une zone plus sombre traversant sa région centre-nord. Dans sa direction s'étend un filament nébuleux long et épais faisant partie de la grande région nébuleuse de Cygnus X. Dans le catalogue Sharpless, on émet l'hypothèse qu'elle appartient physiquement à ce complexe, tandis que des études ultérieures ont montré que sa distance est beaucoup plus grande que celle de Cygnus X, à environ 4 400 pc (∼14 400 al). Une distance similaire place Sh2-104 dans les régions extérieures de la Voie lactée, probablement en correspondance avec le bras de Persée. La masse de la nébuleuse est estimée à 450 M⊙, tandis que la principale source d'ionisation du gaz serait une étoile bleue de séquence principale de classe spectrale O6V. L'action du vent stellaire de la jeune étoile massive ionisante a généré une bulle annulaire en expansion, le long de laquelle on observe quatre grandes condensations moléculaires, elles-mêmes divisées en quelques noyaux denses. Le centre de la nébuleuse, en revanche, héberge un amas ouvert très jeune bien visible dans la bande infrarouge, où quelques sources ont été observées (dont IRAS 20156+3639 et IRAS 20160+3636,). Parmi les composants de l'amas, il y a au moins une étoile massive, responsable de l'ionisation d'une région H II ultracompacte.